# Bhumlutar
Bhumlutar (en népalais : भुम्लुटार) est un comité de développement villageois du Népal situé dans le district de Kavrepalanchok. Au recensement de 2011, il comptait 1 885 habitants.